# West Caicos
West Caicos ist die westlichste Insel des britischen Überseegebiets der Turks- und Caicosinseln. Sie gehört zur Inselgruppe der Caicos-Inseln und liegt im Atlantik etwa 10 Kilometer südwestlich von Providenciales.
Die flache Insel ist seit knapp 100 Jahren unbewohnt. Sie wurde einst, ab etwa 1890, für einige Jahre zum großflächigen Anbau von Sisal sowie zum Betrieb von Salinen genutzt. Aus dieser Zeit finden sich heute nur noch wenige Relikte auf West Caicos, etwa verfallene Bauten und Gleisanlagen der damaligen „Hauptstadt“ Yankee Town an der Westküste.
West Caicos dient derzeit vornehmlich als Naturreservat für zahlreiche Seevögel. Es ist allerdings geplant, eine große Hotelanlage auf der Insel zu errichten.